# ヒューマン (デスのアルバム)
『ヒューマン』（Human）は、アメリカのデスメタルバンド、デスの4作目のスタジオ・アルバムである。1991年10月22日にリリースされた。このアルバムは、デスの音楽性の大きな変化の始まりを示し、バンドの以前の取り組みよりも技術的に複雑で進歩的である。この新しいスタイルは、以降のデスのアルバムすべてで進化し続けている。ギタリストのポール・マスヴィダルとドラマーのシーン・レイナートとベーシストのスティーブ・ディジョルジオ加入後最初のアルバムでもある。
ベーシストのスティーブ・ディジョルジオは、このアルバムのレコーディング後に脱退した（ただし、後に『インディヴィジュアル・ソート・パターンズ』レコーディングのために戻る）。1991年と1992年にバンドとツアーを行ったスコット・カリノによって置き換えられた。カリノも「Cosmic Sea」でベースの前半を録音し、残りの曲（ベースソロを含む）はディジョルジオが録音した。
『ヒューマン』は音楽出版物や批評家から絶賛され、一般的に、テクニカルデスメタルの発展上およびエクストリームメタルにおける重要な作品と見なされている。ジェフ・ワグナーによると、2010年のプログレッシブメタルの平均偏差に関するテキストで、『ヒューマン』は非常に影響力のあるエクストリームメタルアルバムである。これはデスのベストセラーアルバムで、1995年までに米国で10万枚を売り上げた。『Guitar World』誌の史上最高の100枚のギターアルバムのリストの2006年10月号で82位にランクされた。2008年の時点で、ヒューマンは全世界で60万部を販売しており、米国のサウンドスキャンは100,000ユニットとされている。

## トラック
全作詞曲:チャック・シュルディナー
| #         | タイトル                     | 作詞  | 作曲・編曲 | 時間 |
| --------- | ---------------------------- | ----- | ---------- | ---- |
| 1.        | 「Flattening of Emotions」   |       |            | 4:28 |
| 2.        | 「Suicide Machine」          |       |            | 4:23 |
| 3.        | 「Together as One」          |       |            | 4:10 |
| 4.        | 「Secret Face」              |       |            | 4:39 |
| 5.        | 「Lack of Comprehension」    |       |            | 3:43 |
| 6.        | 「See Through Dreams」       |       |            | 4:39 |
| 7.        | 「Cosmic Sea」(instrumental) |       |            | 4:27 |
| 8.        | 「Vacant Planets」           |       |            | 3:52 |
| 合計時間: | 合計時間:                    | 34:21 |            |      |

| #  | タイトル                           | 作詞 | 作曲・編曲 | 時間 |
| -- | ---------------------------------- | ---- | ---------- | ---- |
| 9. | 「God of Thunder」((キッス) cover) |      |            | 4:00 |

## 参加メンバー
- チャック・シュルディナー (vo/gt)
- ポール・マスヴィダル (gt)
- スティーヴ・ディジョルジオ (ba)
- シーン・レイナート (dr)